# مانويل ليساندرو بارياس برسيان
مانويل ليساندرو بارياس برسيان (بالإسبانية: Manuel Lisandro Barillas Bercián)‏ (17 يناير 1845 - 15 مارس 1907) الرئيس الغواتيمالي العام والقائم بأعمال غواتيمالا من 6 أبريل 1885 إلى 15 مارس 1886 و الرئيس من 16 مارس 1886 إلى 15 مارس 1892. ولد في كويتزالتنانغو، واغتيل (بناء على طلب من عدوه مانويل استرادا كابريرا، رئيس غواتيمالا في ذلك الوقت) في مكسيكو سيتي في عام 1907.